# 水銀(II)レダクターゼ
水銀(II)レダクターゼ（mercury (II) reductase）は、次の化学反応を触媒する酸化還元酵素である。
Hg + NADP+ + H+ {\displaystyle \rightleftharpoons } Hg2+ + NADPH
この酵素の基質は還元型Hg、スーパーオキシド、NADP+とH+で、生成物はHg2+とNADPHである。
この酵素は酸化還元酵素に属し、NAD+またはNADP+を受容体として金属イオンを特異的に酸化する。組織名はHg:NADP+ oxidoreductaseで、別名にmercuric reductase、mercurate(II) reductase、mercuric ion reductase、mercury reductase、reduced NADP:mercuric ion oxidoreductase、mer Aがある。